# Eugeniusz Kwiatkowski (lekkoatleta)

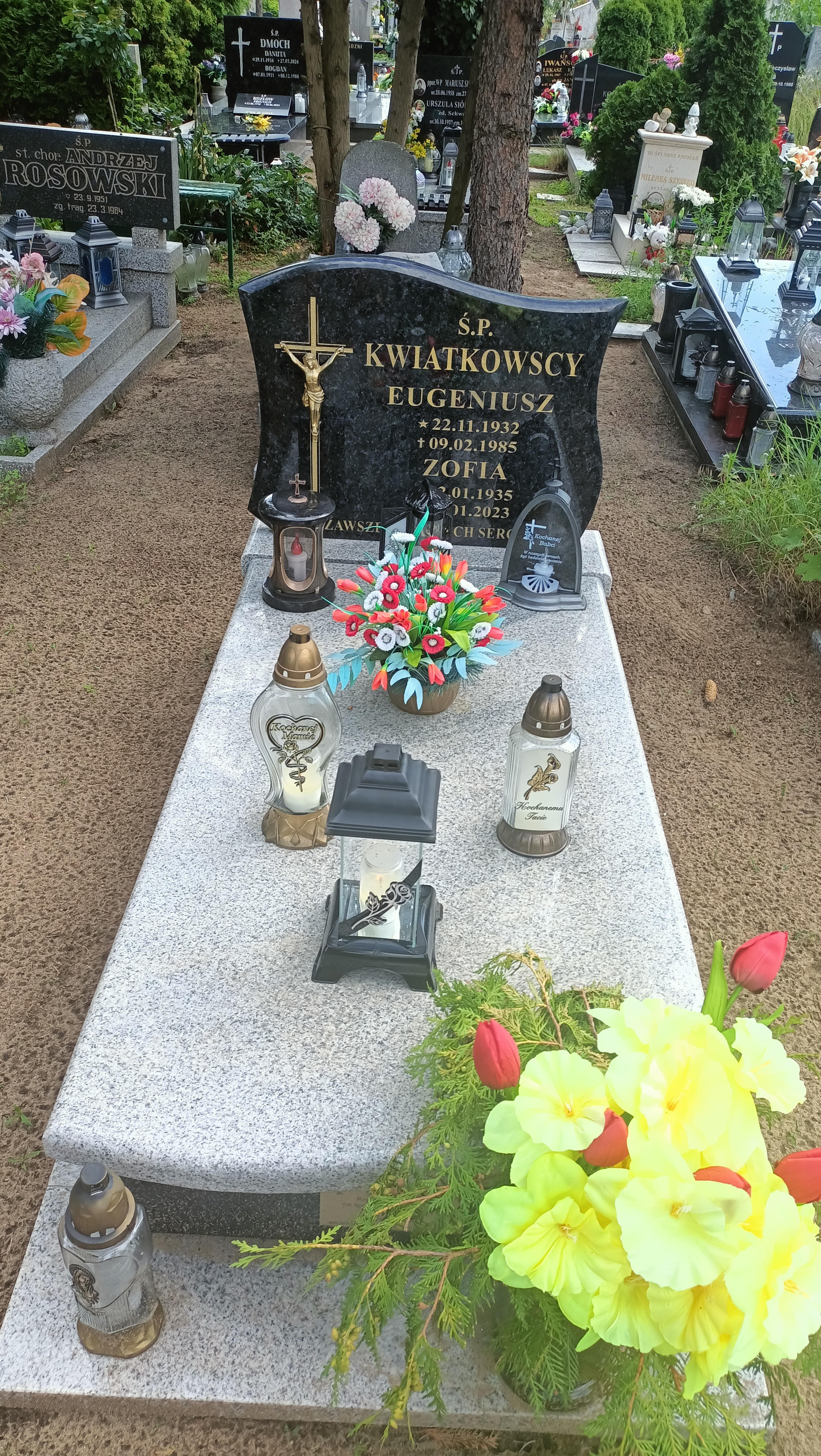
Grób Eugeniusza Kwiatkowskiego na cmentarzu Nowofarnym w Bydgoszczy

Eugeniusz Kwiatkowski (ur. 22 listopada 1932 w Bądkowie, zm. 9 lutego 1985 w Bydgoszczy) – polski lekkoatleta, olimpijczyk.
Specjalizował się w pchnięciu kulą. Wystąpił w tej konkurencji na igrzyskach olimpijskich w 1960 w Rzymie (odpadł w eliminacjach), a także na mistrzostwach Europy w 1958 w Sztokholmie (11. miejsce) i mistrzostwach Europy w 1962 w Belgradzie (13. miejsce). W latach 1955–1964 25 razy startował w meczach reprezentacji Polski, odnosząc pięć zwycięstw.
Był mistrzem Polski w 1956, wicemistrzem w 1957, 1959, 1960 i 1961 oraz brązowym medalistą w 1962, 1963 i 1964, a także brązowym medalistą halowych mistrzostw Polski w 1956.
Czterokrotnie ustanawiał rekordy Polski (od 16,84 m do 17,24 m), w tym jako pierwszy Polak pchnął kulę ponad 17 metrów.
Rekordy życiowe:
- pchnięcie kulą – 18,24 m
- rzut dyskiem – 45,14 m
- rzut młotem – 59,68 m

Przez większą część kariery był zawodnikiem Zawiszy Bydgoszcz. Z wykształcenia był piekarzem.